# Seif Heneida
Seifeldin „Seif“ Mohamed Heneida Abdesalam (arabisch سيف الدين عبدالسلام; * 28. März 2005) ist ein katarischer Leichtathlet, der sich auf den Stabhochsprung spezialisiert hat. Er ist momentaner Inhaber des Landesrekordes in dieser Disziplin. Seine ältere Schwester Bassant Hemida ist für Ägypten als Sprinterin aktiv und sein Bruder Bassem Hemeida vertritt Katar im Hürdenlauf.

## Sportliche Laufbahn
Erste internationale Erfahrungen sammelte Seifeldin Heneida Abdesalam im Jahr 2022, als er bei den U18-Asienmeisterschaften in Kuwait mit übersprungenen 5,10 m die Goldmedaille im Stabhochsprung gewann. Im Jahr darauf gewann er bei den Hallenasienmeisterschaften in Astana mit neuem Landesrekord von 5,35 m die Silbermedaille hinter dem Saudi-Araber Hussain al-Hizam. Ende April siegte er mit 5,20 m bei den Westasienmeisterschaften in Doha und anschließend siegte er mit 5,30 m bei den Arabischen-U23-Meisterschaften in Radés mit einem Sprung über 5,30 m. Anfang Juni gewann er bei den U20-Asienmeisterschaften in Yecheon mit 5,50 m die Goldmedaille und stellte damit einen neuen Meisterschafts- und Landesrekord auf. Kurz darauf siegte er mit 5,40 m bei den Arabischen Meisterschaften in Marrakesch sowie mit Landesrekord von 5,51 bei den Panarabischen Spielen in Algier. Im Juli belegte er dann bei den Asienmeisterschaften in Bangkok mit 5,41 m den fünften Platz und wurde bei den Asienspielen in Hangzhou mit 5,45 m Sechster. 2024 belegte er bei den Hallenasienmeisterschaften in Teheran mit neuem Landesrekord von 5,55 m den vierten Platz und Ende April verteidigte er bei den U20-Asienmeisterschaften in Dubai mit neuem Meisterschaftsrekord von 5,51 m seinen Titel. Anschließend siegte er mit 5,20 m bei den Arabischen U20-Meisterschaften in Ismailia und belegte dann bei den U20-Weltmeisterschaften in Lima mit 5,05 m den sechsten Platz. 
2025 siegte er bei den Arabischen Meisterschaften in Oran mit neuem Meisterschafts- und Landesrekord von 5,62 m. Anschließend belegte er bei den Asienmeisterschaften in Gumi mit derselben Höhe den vierten Platz.
2025 wurde Heneida katarischer Hallenmeister im Stabhochsprung.